# Iráni futsalválogatott
Az iráni futsalválogatott Irán nemzeti csapata, amelyet az Iráni labdarúgó-szövetség (perzsául: فدراسیون فوتبال ایران) irányít. 
Ausztrália 2006-ig az Óceániai Labdarúgó-szövetség tagja volt. Jelenleg az Ázsiai, azon belül pedig a Délkelet-ázsiai labdarúgó-szövetséghez tartoznak.

## Története
Futsal-világbajnokságon először 1992-ben szerepeltek. Legjobb eredményük egy bronzérem, amit a 2016-os világbajnokságon szereztek.
Ázsiában toronymagasan a legeredményesebb válogatott, az AFC-futsalbajnokságot eddig 11 alkalommal nyerték meg. 

## Eredmények

### Futsal-világbajnokság
| Év       | Eredmény        | Hely       | M          | Gy         | D          | V          | Rg         | Kg         | Gk         |
| -------- | --------------- | ---------- | ---------- | ---------- | ---------- | ---------- | ---------- | ---------- | ---------- |
| 1989     | Nem indult      | Nem indult | Nem indult | Nem indult | Nem indult | Nem indult | Nem indult | Nem indult | Nem indult |
| 1992     | Elődöntő        | 4.         | 8          | 5          | 0          | 3          | 36         | 30         | +6         |
| 1996     | Első forduló    | 11.        | 3          | 1          | 0          | 2          | 12         | 13         | -1         |
| 2000     | Első forduló    | 10.        | 3          | 1          | 0          | 2          | 6          | 9          | -3         |
| 2004     | Első forduló    | 11.        | 3          | 1          | 0          | 2          | 9          | 13         | -4         |
| 2008     | Második forduló | 5.         | 7          | 4          | 2          | 1          | 24         | 19         | +5         |
| 2012     | Nyolcaddöntő    | 10.        | 4          | 2          | 1          | 1          | 9          | 8          | +1         |
| 2016     | Bronzérmes      | 3.         | 7          | 2          | 3          | 2          | 22         | 24         | -2         |
| Összesen | 3. hely         | 7/8        | 35         | 16         | 6          | 13         | 118        | 116        | +2         |

### AFC-futsalbajnokság
| Év       | Eredmény    | Hely        | M           | Gy          | D           | V           | Rg          | Kg          | Gk          |
| -------- | ----------- | ----------- | ----------- | ----------- | ----------- | ----------- | ----------- | ----------- | ----------- |
| 1999     | Győztes     | 1.          | 6           | 6           | 0           | 0           | 90          | 7           | +83         |
| 2000     | Győztes     | 1.          | 6           | 6           | 0           | 0           | 56          | 10          | +46         |
| 2001     | Győztes     | 1.          | 7           | 7           | 0           | 0           | 97          | 13          | +84         |
| 2002     | Győztes     | 1.          | 6           | 6           | 0           | 0           | 61          | 7           | +54         |
| 2003     | Győztes     | 1.          | 6           | 6           | 0           | 0           | 60          | 13          | +47         |
| 2004     | Győztes     | 1.          | 7           | 7           | 0           | 0           | 81          | 12          | +69         |
| 2005     | Győztes     | 1.          | 8           | 6           | 1           | 1           | 58          | 15          | +43         |
| 2006     | Bronzérmes  | 3.          | 5           | 4           | 0           | 1           | 46          | 12          | +34         |
| 2007     | Győztes     | 1.          | 6           | 6           | 0           | 0           | 50          | 9           | +41         |
| 2008     | Győztes     | 1.          | 6           | 6           | 0           | 0           | 48          | 2           | +46         |
| 2010     | Győztes     | 1.          | 6           | 6           | 0           | 0           | 57          | 9           | +48         |
| 2012     | Bronzérmes  | 3.          | 6           | 5           | 0           | 1           | 45          | 9           | +36         |
| 2014     | Ezüstérmes  | 2.          | 6           | 5           | 1           | 0           | 52          | 8           | +44         |
| 2016     | Győztes     | 1.          | 6           | 6           | 0           | 0           | 48          | 4           | +44         |
| 2018     | Folyamatban | Folyamatban | Folyamatban | Folyamatban | Folyamatban | Folyamatban | Folyamatban | Folyamatban | Folyamatban |
| Összesen | 1. hely     | 15/15       | 87          | 82          | 2           | 3           | 849         | 130         | +719        |

## Külső hivatkozások
- Az Iráni labdarúgó-szövetség hivatalos honlapja (perzsa nyelven). ffiri.ir. [2017. augusztus 7-i dátummal az eredetiből archiválva]. (Hozzáférés: 2018. február 5.)
- Futsal World Ranking (angol nyelven). futsalworldranking.be
- FIFA Futsal World Cup Overview (angol nyelven). rsssf.com
- Asian Futsal Championship Overview (angol nyelven). rsssf.com